# Iberisme
L'iberisme (no nacionalisme ibèric) és un moviment polític i cultural que propugna l'acostament i la millora de relacions a tots els nivells entre Andorra, Espanya i Portugal i, en darrer terme, la unitat política d'aquests. Aquests ideals van ser promoguts principalment per moviments republicans i socialistes dels dos últims països mencionats, especialment durant el segle xix, quan van tenir major predicament els ideals nacionalistes de caràcter integrador, com el Risorgimento italià o la Unificació alemanya.
L'iberisme és un projecte de construcció d'un Estat ibèric al que es vol dotar d'entitat política, protegint la soberania dels tres Estats que ho conformen. No ha de confondre's amb un simple intent d'expansió territorial.

## Història
L'iberisme va sorgir a la darreria del segle xviii, especialment amb José Marchena, el qual, a l'Avis aux espagnols, va donar a la doctrina un caràcter republicà, federal i progressista. Durant el Trienni Liberal, les societats secretes liberals de la península van intentar difondre l'iberisme a Portugal per establir set repúbliques federades, dues de les quals es formarien allà: la Lusitània Ulterior i la Lusitània Citerior). Més tard, Prim, va ser animat per Keratry a fer del Cromwell ibèric (a unir Espanya i Portugal). L'iberisme, més que una doctrina política explícita, va esdevenir un pressupòsit en algunes concepcions polítiques i socials d'esquerra, cosa que es va manifestar en arribar la República portuguesa (1910), la bandera, que és iberista. També en les doctrines àcrates de grups espanyols i portuguesos, com la Federació Anarquista Ibèrica i la Federació de Joventuts Llibertàries.
A Catalunya, l'iberisme ha estat un moviment intel·lectual i polític diferenciat del federalisme de Pi i Margall, perquè, en lloc de funcionar entorn d'Espanya, el primer ho feia des del pressupòsit d'una federació de nacions. Iberista prestigiós va ser Joan Maragall (Himne ibèric, article "L'ideal ibèric", etc.), que va proposar a Unamuno crear una revista, "Ibèrica", escrita en totes les llengües de la península. Prat de la Riba va participar d'aquest ideal els primers temps, i, en part, també Cambó. El lusòfil Ignasi Ribera i Rovira va arribar a ser un "apòstol", com ho palesa el seu Iberisme (1907), amb pròleg de J. T. F. Braga. També se'n va fer ressò Joaquim Casas i Carbó, en El problema peninsular (1933). Cal esmentar, finalment, el llibre del luso-andalús Julio Navarro Monzó Catalunha e as nacionalidades ibéricas (1906). La fórmula iberista, d'altra banda, de vegades no és res més que una tàctica per a contrarestar el centralisme castellà o espanyol.
Entre els partits polítics, Izquierda Republicana, partit representat a Catalunya pel Partit Republicà d'Esquerra, va aprovar "defensar l'iberisme federalista" com a model d'organització territorial.

## Precedents
La Unió Ibèrica (1580-1640).

## Bandera d'Ibèria

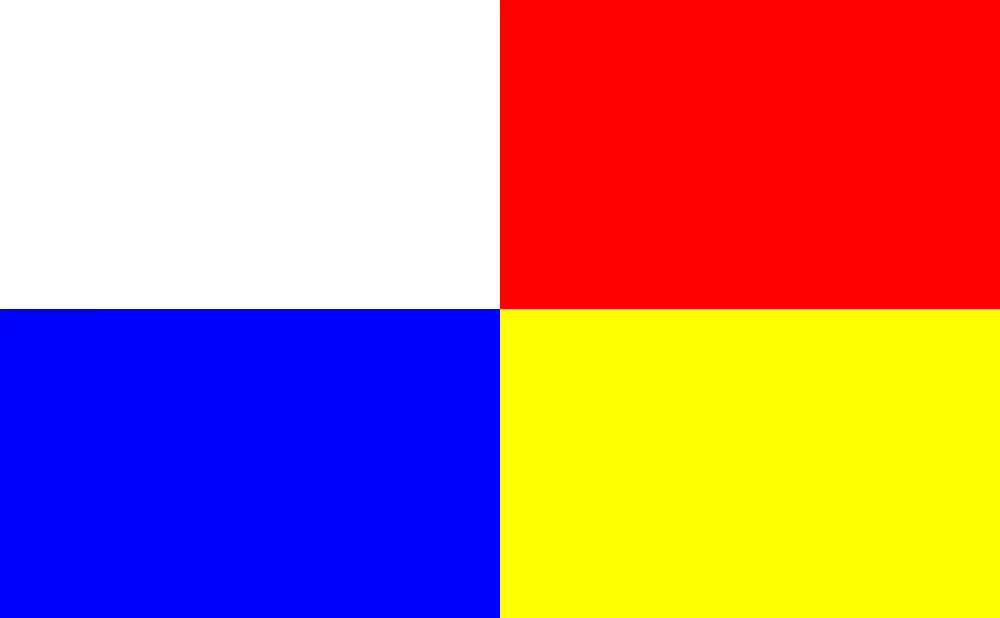
Proposta de bandera iberista per Sinibald Mas i Sans, l'any 1854, basada en les banderes espanyola i portuguesa.

La bandera ibérica fou creada l'any 1854 per l'escriptor i diplomàtic català Sinibald Mas i Sans. Està quartejada amb els colors de les banderes de la monarquia portuguesa (blanc i blau) i l'espanyola (vermell i groc), que daten del 1830 i del 1785 respectivament. La bandera ibèrica és més antiga que les banderes republicanes d'Espanya i Portugal, ja que aquestes són del 1868 i del 1910 respectivament.
No és coincidència que la bandera ibèrica tingui els mateixos colors (en diferent disposició) que la bandera de la provincia marítima de Barcelona, car aquest és el lloc de naixement de Mas i Sans.
Mas i Sans volia que la capital federal o confederal d'Ibèria s'establís a Santarem, Ribatejo, Portugal, però la capital de la Diocesis Hispaniarum, creada per l'emperador romà Diocletià en el 287 C.E. fou Emerita Augusta, Mérida, Extremadura espanyola.

## Personalitats iberistes
- Teófilo Braga, president del Govern Provisional de la República portuguesa en 1910.[5]
- Miguel de Unamuno, Rector de la Universitat de Salamanca.[6]
- Sixto Cámara, polític i periodista espanyol del segle xix.[7]
- Latino Coelho.[8]
- Juan Valera
- Emilio Castelar, President de la Primera República Espanyola.
- Sinibald Mas i Sans.
- Joan Maragall.
- Francesc Pi i Margall, President de la Primera República Espanyola.
- José Saramago, premi Nobel de literatura.
- António Lobo Antunes, escriptor.
- Antero de Quental.
- Eduardo Lourenço, assagista.
- Miguel Torga (pseudònim de Adolfo Correia Rocha), escriptor i metge portuguès.
- José Félix Henriques Nogueira
- Ignasi Ribera i Rovira, periodista, poeta i traductor.[9]